# Eupithecia specialis
Eupithecia specialis är en fjärilsart som beskrevs av E.A.Schultze 1930. Eupithecia specialis ingår i släktet Eupithecia och familjen mätare. Inga underarter finns listade i Catalogue of Life.